# Municipio de Molcaxac
El municipio de Molcaxac es uno de los 217 municipios del estado mexicano de Puebla. Su cabecera es la localidad de Molcaxac. Se localiza aproximadamente a 80 kilómetros de la capital, Puebla de Zaragoza. Cuenta con una superficie aproximada de 156 kilómetros cuadrados, poniéndolo en la ubicación 97 de los demás municipios del estado, y teniendo una población mayor a 6000 habitantes.
Las juntas auxiliares del municipio son las localidades de Santa Cruz Huitziltepec, San Andrés Mimiahuapan, San Luis Tehuizotla y San José de Gracia.
Para llegar a Molcaxac, es necesario tomar la carretera federal Puebla-Cuapiaxtla y desviarse hacia el sur sobre la carretera secundaria Cuapiaxtla-Ixcaquixtla. El tiempo aproximado de camino es de 1 hora con diez minutos desde puebla y 30 minutos desde el entronque denominado "La colorada" de Cuapiaxtla de Madero.

## Toponimia
El nombre de Molcaxac provine del náhuatl molotl que significa “gorrión”,  caxa que significa “nidal” y c que significa “en”. En conjunto significando “el nidal de los gorriones” o “donde los gorriones tienen sus nidos”

## Ubicación geográfica

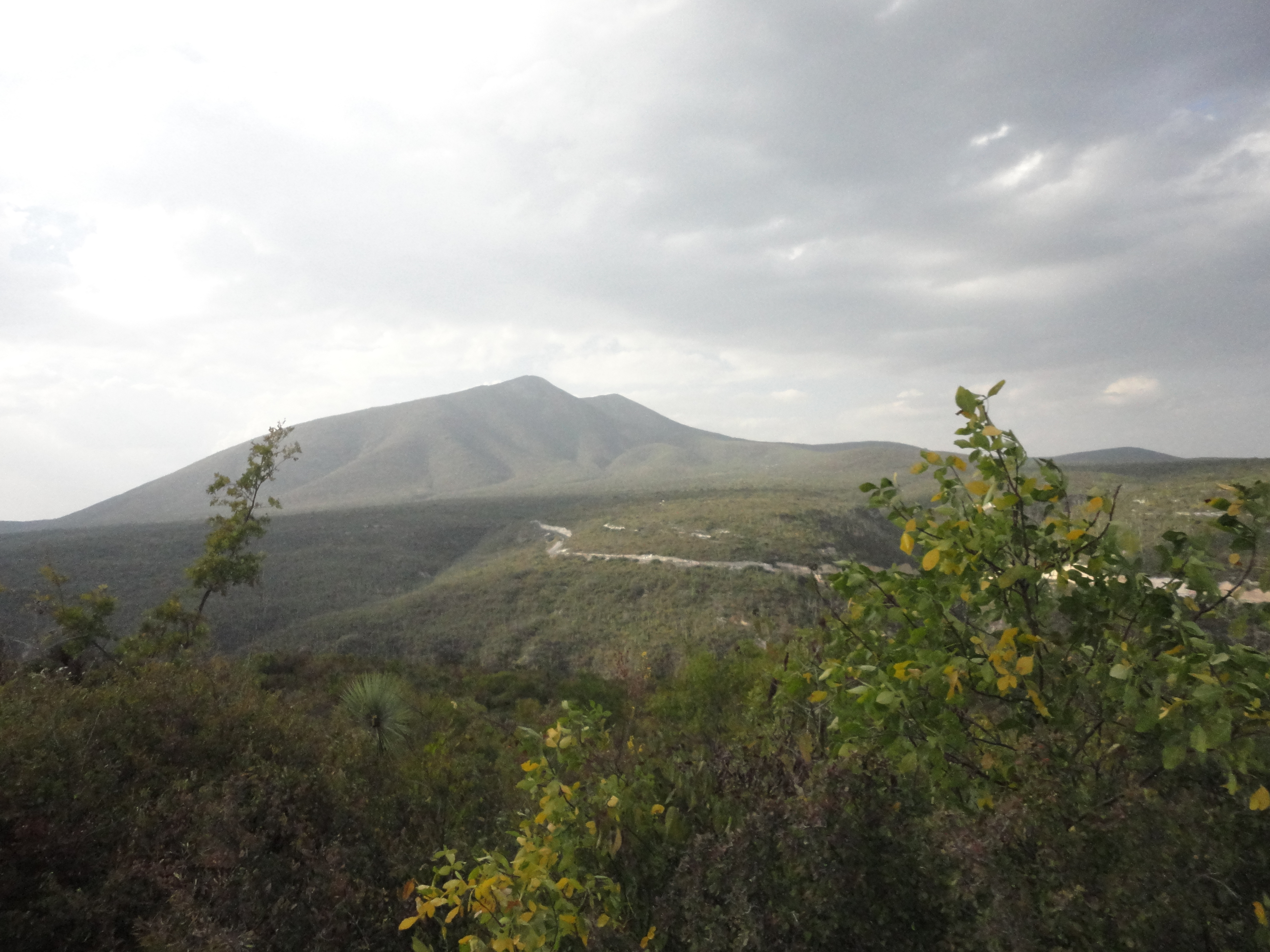
Panorama de la Sierra de Tentzo desde Molcaxac.

Localizada en la mixteca poblana, teniendo sus coordenadas geográficas en los paralelos 18º 38’06” y 18ª45´06” de latitud norte y los meridianos 97ª47´36” y 97º58´00” de longitud occidental.

## Historia
Era sujeto de la Villa de Tepeji durante la época virreinal, sin embargo en 1766 solicitan la separación de este centro. En 1755 se creó la parroquia de la Asunción Molcaxac.
En 1895 se establece como municipio libre.
1916 Quema de toda la población, después de que varios ciudadanos arman una trifulca y se oponen al Gral. Juan Andrew Almazán y su ejército de 4000 personas. Al verse superados en número decidieron refugiarse en las torres de la parroquia, al molestarse el ejército y ver que sus oponentes se encontraban refugiados en la parroquia del pueblo, tomaron una dura decisión y queman las puertas de la parroquia para tomar posesión dé todo lo que se encontraba dentro.

## Religión
Molcaxac se considera una ciudad  de católicos ya que tres cuartas partes pertenecen a esa religión , el resto de su población son protestantes y de otras religiones.

## Cronología de los presidentes municipales
Dr. Roberto Parda Coto

| Presidente                        | Periodo | Periodo |
| Presidente                        | Inicio  | Término |
| --------------------------------- | ------- | ------- |
| Ranulfo Martínez                  | 1939    | 1942    |
| Ramos B. Sánchez                  | 1942    | 1945    |
| Ignacio Martínez                  | 1945    | 1948    |
| Manuel Martínez Reyes             | 1948    | 1951    |
| Rodolfo Ramos Guerrero            | 1951    | 1954    |
| Margarito Alcalá Ruiz             | 1954    | 1957    |
| Agustín Alcalá Cruz               | 1957    | 1960    |
| Margarito Santos Barbosa          | 1960    | 1963    |
| Laureano Sánchez López            | 1963    | 1966    |
| José Domínguez Morales            | 1966    | 1969    |
| Pedro Medel Gil                   | 1969    | 1972    |
| Alfonso Santos Acevedo            | 1972    | 1975    |
| Ciro Téllez Domínguez             | 1975    | 1978    |
| Fernando López Ortega             | 1978    | 1981    |
| Carlos Olmos Márquez              | 1981    | 1984    |
| Cándido Téllez Domínguez          | 1984    | 1987    |
| José M. Mardonio Ascensión Alcalá | 1987    | 1990    |
| Isaac Pablo Rojas Ruiz            | 1990    | 1993    |
| Humberto Olmos López              | 1993    | 1996    |
| Rutilo Sánchez Castillo           | 1996    | 1999    |
| Jovito Alcalá Huerta              | 1999    | 2001    |
| Felipe Ruíz Luna                  | 2002    | 2005    |
| Cristino Serapio Díaz Soriano     | 2005    | 2008    |
| Osvaldo Bello Acevedo             | 2008    | 2011    |
| Rosalino Armando Ojeda González   | 2011    | 2014    |
| David Víctor Flores Ortiz         | 2014    | 2018    |
| Félix Huerta Medel                | 2018    | 2021    |
| Gerardo Flores Contreras          | 2021    | 2024    |
| Dr. Roberto Parada Coto           | 2024    | 2027    |

## Atractivos turísticos
Molcaxac cuenta con un gran paisaje natural y gran atractivo, ya que en este municipio se encuentra ubicada la hermosa cascada Cola de caballo, la cascada tiene una altura de 50 metros. Además se encuentra otra cascada de proporciones más pequeñas , llamada  pececitos, estas maravillas son producto de la vertiente del río Atoyac. 
Para llegar a estos lugares es necesario cruzar todo el municipio y tomar la desviación hacia Huatlatlauca, después se podrán observar ya las señalizaciones adecuadas para llegar. En este mismo lugar se puede observar la magnífica caverna llamada Puente de Dios, además de un paisaje natural constituido principalmente por árboles de encino. Actualmente el lugar está ya en protección debido a que la afluencia de la cascada ha disminuido notablemente.

## Economía
Las actividades económicas principales son la agricultura, la ganadería y el comercio.